# Champagne Galop

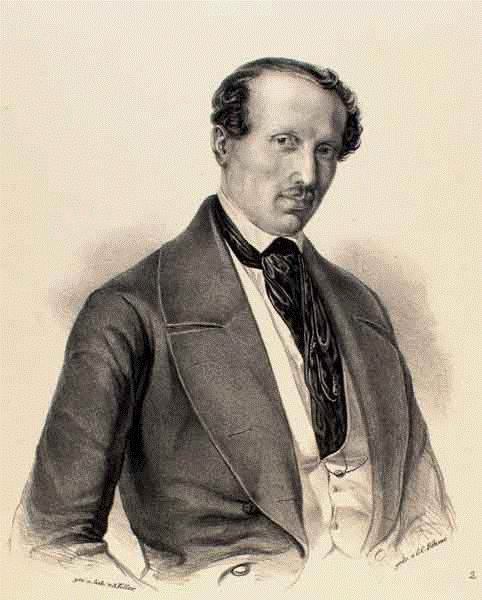
Le compositeur Hans Christian Lumbye.

Le Champagne Galop (en danois : Champagne-Galoppen) est un galop (pièce de musique orchestrale) du compositeur danois Hans Christian Lumbye (1810-1874) écrite en 1845 pour célébrer le deuxième anniversaire des jardins de Tivoli de Copenhague.

## Historique
Avec le Telegraph Galop et le Copenhagen Steam Railway Galop, la pièce a été reprise dans la liste des Canons de la culture danoise en 2006 comme chef-d'œuvre de la musique classique danoise.